# Ford Madox Ford
Ford Madox Ford (Merton, Surrey, 17 de dezembro de 1873 – Deauville, 26 de junho de 1939) foi um romancista, poeta, crítico e jornalista inglês, amigo de muita influência sobre Ezra Pound.
Frequentou em Paris os mesmos círculos que os escritores James Joyce, Ernest Hemingway e Gertrude Stein, e fundou o jornal literário English Review, que teve Joseph Conrad como colaborador-chefe. Sua extensa obra inclui ensaios, poesia, memórias e crítica literária. O bom soldado, seu livro mais famoso, é considerado um clássico do século XX.
Madox Ford morreu aos 65 anos em Deauville, França.

## Obras
- The Shifting of the Fire, as H Ford Hueffer, Unwin, 1892.
- The Brown Owl, as H Ford Hueffer, Unwin, 1892.
- The Queen Who Flew: A Fairy Tale, Bliss Sands & Foster, 1894.
- The Cinque Ports, Blackwood, 1900.
- The Inheritors: An Extravagant Story, Joseph Conrad e Ford M. Hueffer, Heinemann, 1901.
- Rossetti, Duckworth, [1902].
- Romance , Joseph Conrad e Ford M. Hueffer, Smith Elder, 1903.
- The Benefactor, Langham, 1905.
- The Soul of London, Alston Rivers, 1905.
- The Heart of the Country, Duckworth, 1906.
- The Fifth Queen (Parte 1 da trilogia The Fifth Queen), Alston Rivers, 1906.
- Privy Seal (Part 3 da trilogia The Fifth Queen), Alston Rivers, 1907.
- An English Girl, Methuen, 1907.
- The Fifth Queen Crowned (Part 3 da trilogia The Fifth Queen), Nash, 1908.
- Mr Apollo, Methuen, 1908.
- The Half Moon, Nash, 1909.
- A Call, Chatto, 1910.
- The Portrait, Methuen, 1910.
- The Critical Attitude, as Ford Madox Hueffer, Duckworth 1911.
- The Simple Life Limited, as Daniel Chaucer, Lane, 1911.
- Ladies Whose Bright Eyes, Constable, 1911 (revisto largamente em 1935).
- The Panel, Constable, 1912.
- The New Humpty Dumpty, as Daniel Chaucer, Lane, 1912.
- Henry James, Secker, 1913.
- Mr Fleight, Latimer, 1913.
- The Young Lovell, Chatto, 1913.
- Antwerp (poema de 8 páginas), The Poetry Bookshop, 1915.
- Henry James, A Critical Study (1915).
- Between St Dennis and St George, Hodder, 1915.
- The Good Soldier, Lane, 1915.
- Zeppelin Nights, com Violet Hunt, Lane, 1915.
- The Marsden Case, Duckworth, 1923.
- Women and Men, Paris, 1923.
- Mr Bosphorous, Duckworth, 1923.
- The Nature of a Crime, com Joseph Conrad, Duckworth, 1924.
- Joseph Conrad, A Personal Remembrance, Little, Brown and Company, 1924.
- Some Do Not . . ., Duckworth, 1924.
- No More Parades, Duckworth, 1925.
- A Man Could Stand Up --, Duckworth, 1926.
- New York is Not America, Duckworth, 1927.
- New York Essays, Rudge, 1927.
- New Poems, Rudge, 1927.
- Last Post, Duckworth, 1928.
- A Little Less Than Gods, Duckworth, [1928].
- No Enemy, Macaulay, 1929.
- The English Novel: From the Earliest Days to the Death of Joseph Conrad (One Hour Series), Lippincott, 1929.
- The English Novel, Constable, 1930.
- Return to Yesterday, Liveright, 1932.
- When the Wicked Man, Cape, 1932.
- The Rash Act, Cape, 1933.
- It Was the Nightingale, Lippincott, 1933.
- Henry for Hugh, Lippincott, 1934.
- Provence, Unwin, 1935.
- Ladies Whose Bright Eyes (revised version), 1935
- Portraits from Life: Memories and Criticism of Henry James, Joseph Conrad, Thomas Hardy, H.G.Wells, Stephen Crane, D.H.Lawrence, John Galsworthy, Ivan Turgenev, W.H. Hudson, Theodore Dreiser, A.C. Swinburne, Houghton Mifflin Company Boston, 1937
- Great Trade Route, OUP, 1937.
- Vive Le Roy, Unwin, 1937.
- The March of Literature, Dial, 1938.
- Selected Poems, Randall, 1971.
- Your Mirror to My Times, Holt, 1971.